# Mahonia nitens
Mahonia nitens là một loài thực vật có hoa trong họ Hoàng mộc. Loài này được C.K. Schneid. mô tả khoa học đầu tiên năm 1913.